# Gare d’Aillevillers
Gare d’Aillevillers – stacja kolejowa w Corbenay, w departamencie Górna Saona, w regionie Burgundia-Franche-Comté, we Francji. Jest zarządzany przez SNCF (budynek dworca) i przez RFF (infrastruktura).
Została otwarta w 1860 przez Compagnie des chemins de fer de l’Est. Stacja jest obsługiwana przez pociągi TER Franche-Comté.

## Położenie
Znajduje się na linii Blainville – Damelevières – Lure, w km 94,214, między stacjami Bains-les-Bains i Luxeuil-les-Bains, na wysokości 282 m n.p.m.

## Linie kolejowe
- Blainville – Damelevières – Lure
- Aillevillers – Plombières-les-Bains